# Cod NATO
Codurile NATO sunt nume de cod neclasificate, folosite de Alianța Nord-Atlantică pentru denumirea și inventarierea echipamentelor militare originare din Uniunea Sovietică și țările pactului de la Varșovia, sau din alte state precum Republica Populară Chineză și Coreea de Nord.
Codurile NATO erau folosite pentru identificarea fără echivoc prin cuvinte englezești simple în locul denumirilor originale care adesea erau necunoscute sau confuze la data constatării existenței echipamentului. Aceste coduri erau foarte des folosite în timpul războiului rece, dar au rămas în uz până astăzi datorită afluxului de informații despre echipament militar din zona fostei Uniunii Sovietice sau Republicii Populare Chineze.
Echipamentele militare care aveau coduri NATO variau de la avioane militare și nave de luptă, la radare. Aceste denumiri au fost inspirate de numele de cod folosite în al doilea război mondial de către aliați.